# I've Sound
I've Sound, anche chiamato solo I've, è un progetto musicale e di produzione discografica giapponese attivo dal 1998 e con sede a Sapporo. Il gruppo si occupa soprattutto di realizzare musiche per eroge, anime e altro.

## Membri
Attuali
- C.G mix
- Kazuya Takase (高瀬一矢)
- Maiko Iuchi (井内舞子), anche noto come Miu Uetsu (羽越実有)
- Takeshi Ozaki (尾崎武士)
- Tomoyuki Nakazawa (中沢伴行)

Ex membri
- Atsuhiko Nakatsubo (中坪淳彦), anche noto come FISH TONE
- Wata (NueroSocietia)

## Cantanti
Attuali
- Airi Kirishima (桐島愛里) - dal 2009
- C.G mix - dal 2003
- Mami Kawada (川田まみ) - dal 2001
- marriage blue - dal 2014
- Minori Kitamura (北村みのり) - dal 2014
- RINA - dal 2014
- YUZUNO (柚子乃) - dal 2013

Ex cantanti
- AKI, anche noto come Y.Aki - 1999-2001
- Eiko Shimamiya (島みやえい子), anche noto come EIKO, PEKO, 島宮えい子 - 1999-2011
- Kaori Utatsuki (詩月カオリ) - 2002-2013
- KOTOKO - 2000-2011
- MELL - 1999-2013
- Momo - 2001-2006
- Nami Maisaki (舞崎なみ) - 2010-2014
- Reina (怜奈) - 2004-2006
- Rin Asami (朝見琳) - 2010-2014
- SHIHO - 2000-2006

## Discografia

### SerieGirls Compilation
- 1999 - regret
- 2000 - verge
- 2002 - disintegration
- 2003 - Lament
- 2003 - Out Flow
- 2005 - Collective
- 2010 - Extract
- 2012 - Level Octave

### SerieShort Circuit
- 2003 - Short Circuit
- 2007 - Short Circuit II
- 2010 - Short Circuit III

### SerieComic Market
- 2000 - Dear Feeling
- 2002 - Dirty Gift (EP)
- 2003 - Ozone (EP)
- 2004 - Mixed Up: I've Remix Style (Remix)
- 2007 - I've Mania Tracks Vol.I
- 2008 - The Front Line Covers
- 2009 - I've Mania Tracks Vol.II